# كلوديت كولفن
كلوديت كولفن (بالإنجليزية Claudette Colvin) مواليد 5 أيلول/ سبتمبر من سنة 1939 في ولاية ألاباما وهي ناشطة أمريكية في مجال حقوق السود وهي أول من رفض التخلي عن مقعده لصالح شخص أبيض قبل روزا باركس وكان هذا في 2 أذار/ مارس من سنة 1955 في ولاية ألاباما في جنوب الولايات المتحدة إلا إن حالتها لم تنشر لمدة طويلة بسبب كون بشرتها سوداء داكنة وشعرها كان خشنا وإنها تنتمي إلى عائلة فقيرة عكس بقية زعماء الذين كانوا في الغالب من الطبقة الوسطى وبسبب حملها الغير شرعي فقد أثرت هذه الامور بمجملها على كلوديت كولفن وعدم اختيارها من قبل الزعماء السود لتكون رمزا لمقاطعة الحافلات العمومية في مدينة مونتغمري بولاية ألاباما.

## حادثة الحافلة
كولفن كانت طالبة في مدرسة بوكر تي.واشنطن الثانوية في مدينة مونتغمري بولاية ألاباما. ففي يوم 2 أذار/ مارس من سنة 1955 بينما كانت كولديت كولفن عائدة إلى منزلها في وقت بعد الظهيرة من ذلك اليوم ركبت كولفن حافلة هايلاند غاردنز في وسط مدينة مونتغمري بولاية ألاباما كانت المقاعد العشرة الأولى من الحافلة مخصصة للركاب البيض دون السود وكانت المقاعد 26 المتبقية خلفها تخضع لأمرة سائق الحافلة وبعد أن تمتلئ المقاعد العشرة الأمامية المخصصة للركاب البيض كان السائق يأمر الركاب السود بالتخلي عن مقاعدهم في وسط ومؤخرة الحافلة لصالح الركاب البيض الداخلين. وبعد أن امتلأت الحافلة بالركاب البيض أمر سائق الباص كولديت وثلاث من رفيقاتها ممن كانوا يرافقونها من ذوي البشرة السوداء بالتخلي عن مقاعدهم لصالح الركاب ذوي البشرة البيضاء فأذعنت رفيقات كلوديت كولفن لأوامر سائق الباص لكن كلوديت كولفن رفضت التخلي عن مقعدها ولم تتكلم كاسرة بذلك قواعد الفصل العنصري السائدة في الولاية آنذاك ففتح السائق باب الحافلة وطلب من شرطي مرور كان ماراً للصعود إلى الحافلة لمساعدته في فرض تطبيق أنظمة الجلوس المتبعة لكن لم يكن لدى شرطي المرور هذا أية سلطة أو صلاحيات لإلقاء القبض عليها. لذلك استدعى سائق الباص اثنين من الشرطة. ركب الشرطيان الحافلة وأمرا كلوديت بالنهوض، وعندما رفضت كلوديت ذلك، أمسك الشرطيان بمعصميها وسحباها من مقعدها مما سبب تبعثر كتبها المدرسية.

## المحاكمة
وضع الشرطيان الأصفاد على معصمي كلوديت ودفعاها بقوة إلى داخل سيارة الشرطة واقتاداها إلى مبنى البلدية وأقتيدت كولفن إلى زنزانة في سجن البالغين لم تكن والدة كولديت على علم بما جرى لها بعد ذلك بساعات قامت والدة كلوديت وقس الرعية بإخراجها بكفالة من السجن واصطحباها إلى منزلها واجهت كولديت كولفن عدة تهم بينها ممارسة الشغب وكسر قواعد الفصل العنصري ومقاومة رجال الشرطة وفي المحكمة ألغى القاضي الذي ترأس الجلسة التهمتين الأولتين ولكنه أبقى على تهمة مهاجمة ومقاومة رجلي الشرطة الذان اقتاداها وضعت كلوديت كولفن تحت المراقبة في حراسة والديها. قام المحامي باستأناف الحكم ولكن من دون جدوى. فلم يكن يوجد في المدينة قاضٍ مستعد لإبطال الحكم الصادر ضد كولديت.

## حركة مقاطعة الحافلات
بعد مرور تسعة أشهر على القاء القبض على كولديت كولفن وفي يوم 1 كانون الاول / ديسمبر تم إلقاء القبض على روزا باركس لتصرفها بصورة مماثلة في حافلة مكتظة بالركاب في نفس المدينة تجمع الزعماء السود حول روزا باركس ونظموا حملة مقاطعة الحافلات في مدينة مونتغمري عاصمة ولاية ألاباما ردا على اجراءات التميز ضد السود وهو مالم يحدث عندما قامت الشرطة بالقاء القبض على كولفين كولدت تخلى الزعماء السود آنذاك بمن فيهم مارتن لوثر كنغ عن كولديت كولفن بسبب كونها تنتمي إلى عائلة فقيرة عكس بقية زعماء الذين كانوا في الغالب من الطبقة الوسطى وبشرتها سوداء داكنة وشعرها كان خشنا وبسبب كونها مراهقة ويصعب السيطرة عليها هذه الأسباب جعلت من الزعماء السود في المدينة يتغاضون عن اختيار كولديت كولفن واختيارهم لروزا باركس رمزا لمقاطعتهم للحافلات وبعد أشهر من حملة المقاطعة قرر الزعماء السود رفع قضية ضد مدينة مونتغمري في المحكمة الفيدرالية مدعين بأن قوانين التمييز العنصري تنتهك الدستور الأميركي. وافقت أربع إناث فقط على القيام بدور المدعي بمن فيهم كلوديت كولفن البالغة من العمر 16 عاما وعندما دعيت كولديت كولفن لتقديم شهادتها أمام المحكمة التي عقدت في 11 أيار/مايو من العام 1956 حيث ادلت كلوديت كولفن بشهادتها امام المحكمة وفي شهر كانون الأول من نفس السنة اعلنت المحكمة حكماً ينص على أن قوانين التمييز العنصري في نظام الحافلات في مونتغمري غير دستورية وصادقت المحكمة العليا الأميركية على القرار، الأمر الذي أجبر المدينة على إلغاء نظام التمييز العنصري في حافلاتها.

## الحياة الشخصية
في عام 1956 كولفين انجبت ابنها ريمون، الذي كان من ذوي البشرة البيضاء (مثل والده) وفي سنة 1958 انتقلت كلوديت كولفن إلى مدينة نيويورك بسبب صعوبة الحصول على وظيفة في مدينة مونتغمري بولاية ألاباما حيث عملت خلال السنوات الخمسين التالية بصورة أساسية كمساعدة ممرضة في مستشفى للمسنين في مانهاتن